# Du riechst so gut
Du riechst so gut ist ein Lied der deutschen Neue-Deutsche-Härte-Band Rammstein, die erste Single aus ihrem Album Herzeleid und somit die Debütsingle der Band, die erstmals am 24. August 1995 veröffentlicht wurde. Sie wurde von Jacob Hellner und Carl-Michael Herlöfsson produziert. 

## Hintergrund
Du riechst so gut war bereits auf einem Demoband enthalten, das die Band für einen Wettbewerb des Berliner Senats abgab. Das Lied ist oft mit dem Buch Das Parfum von Patrick Süskind in Verbindung gebracht worden, auf dem es basiere. Erstmals wurde das Stück am 14. April 1994 in Leipzig live gespielt. Es entwickelte sich schnell zu einem live oft gespielten Lied. 
Während der Liveauftritte wurden häufig aufwendige Showeffekte eingeflochten. So wurde während der Sehnsucht-Tour von Till Lindemann ein Feuerbogen geschwungen, der Funken in alle Richtungen schlug, als Lindemann ihn um sich herum drehte. Dieser Effekt wurde später auch bei anderen Songs verwendet. Auf der Mutter-Tour wurde das Lied nicht gespielt, wohl aber während der folgenden Tourneen. 
Seit der Ahoi-Tour zum 2004er Album Reise, Reise kommen neben dem Bogen zum Liedbeginn während eines Gitarrensolos auch noch funkensprühende Düsen zum Einsatz, die mithilfe einer ärmelähnlichen Konstruktion an je einem Arm der beiden Gitarristen Richard Kruspe und Paul Landers angebracht werden. Vereinzelt wurden während dieses Solos auch stattdessen die Gitarren der beiden Musiker angezündet, sodass diese beim Spielen des Riffs um die am Korpus leckenden Flammen herumgreifen mussten. Unter anderem kam der Effekt mit den brennenden Gitarren am 6. und 7. März 2012 bei zwei Auftritten zur Made-in-Germany-Tour zum Einsatz. Die Band trat an diesen Abenden im damaligen Palais Omnisports de Paris-Bercy auf und ließ sich vom schwedischen Regisseur Jonas Åkerlund filmen. Der hieraus entstandene Konzertfilm Rammstein: Paris erschien 2017.
Am 17. April 1998 wurde das Lied als Du riechst so gut ’98 wiederveröffentlicht und erreichte erst infolgedessen die Charts.

## Musikvideos
Im ersten, wegen Geldmangels sehr schlichten Musikvideo, das im Sommer 1995 vom damaligen Bandmanager Emanuel Fialik als Regisseur gedreht wurde, ist zunächst ein Hund und dann die Blume des Singlecovers zu sehen. Die Bandmitglieder erscheinen mit freiem, eingeöltem Oberkörper vor einem weißen Hintergrund. In einem später produzierten offiziellen Making-of zum Video berichtete Gitarrist Richard Kruspe, Fialik habe sich seinerzeit von der sehr reduzierten Aufmachung des Videos zum Song Nothing Compares 2 U der irischen Sängerin Sinéad O’Connor inspirieren lassen. 
Das zweite, im Gegenzug sehr opulent inszenierte Video aus dem Jahr 1998 zeigt die Bandmitglieder als weißes Wolfswesen mit sechs Gesichtern, das – angelockt von ihrem Duft – einer jungen Frau (gespielt von Maja Müller) zu einem Schloss folgt, sie dort verführt und dadurch in seinesgleichen verwandelt. Es wurde zwischen dem 20. und 25. April 1998 mit Regisseur Philipp Stölzl in Potsdam-Babelsberg und im Festsaal und im Treppenhaus von Schloss Schönhausen in Berlin-Pankow aufgenommen.

## Single

### Titelliste der Version von 1995
1. Du riechst so gut (Single Version)
2. Wollt ihr das Bett in Flammen sehen? (Album Version)
3. Du riechst so gut (Scal Remix)

### Titelliste der Version von 1998
1. Du riechst so gut ’98
2. Du riechst so gut (RMX by Faith No More)
3. Du riechst so gut (RMX by Günter Schulz-KMFDM & Hiwatt Marshall)
4. Du riechst so gut (RMX by Sascha Konietko-KMFDM)
5. Du riechst so gut (RMX by Olav Bruhn-Bobo In White Wooden Houses)
6. Du riechst so gut (RMX by Sascha Moser-Bobo In White Wooden Houses)
7. Du riechst so gut (RMX by Jacob Hellner/Marc Stagg)
8. Du riechst so gut (Migräne-RMX by Günter Schulz)

## Chartplatzierungen
Erst die Wiederveröffentlichung Du riechst so gut ’98 erreichte die deutschen Charts.
| ChartsChartplatzierungen | Höchstplatzierung | Wochen |
| ------------------------ | ----------------- | ------ |
| Deutschland (GfK)        | 16 (10 Wo.)       | 10     |